# 花鳥風月/言葉にすれば
『花鳥風月/言葉にすれば』（かちょうふうげつ/ことばにすれば）は、森山直太朗18枚目のシングル。2010年9月29日発売。発売元はユニバーサルミュージック。

## 収録曲
両曲　作詞・作曲：森山直太朗/御徒町凧　編曲：石川鷹彦
1. 花鳥風月
テレビ朝日系『土曜ワイド劇場』エンディングテーマ
2. 言葉にすれば